# Pithiviers
Pour les articles homonymes, voir Pithiviers (homonymie).
Pithiviers est une commune française située dans le département du Loiret, en région Centre-Val de Loire.
Bordée par l'Œuf, elle se situe sur le socle calcaire de l'ancien lac de la région naturelle de la Beauce et présente peu de reliefs.
Un camp de prisonniers, puis de transit, fut installé dans la commune sous le régime de Vichy durant la Seconde Guerre mondiale.
Les secteurs de l'agroalimentaire et de la pharmacie sont relativement développés, mais la ville perd régulièrement de la population depuis 1975.

## Géographie

### Localisation
La commune de Pithiviers se trouve dans le quadrant nord du département du Loiret, dans la région agricole de la Beauce riche et l'aire urbaine de Pithiviers. À vol d'oiseau, elle se situe à 39,7 km d'Orléans, préfecture du département, dont elle est sous-préfecture.

### Communes limitrophes
Les communes les plus proches sont : Bondaroy (1,3 km), Dadonville (2,1 km), Pithiviers-le-Vieil (3,7 km), Ascoux (5,2 km), Estouy (5,3 km), Marsainvilliers (5,6 km), Yèvre-la-Ville (6 km), Ramoulu (6,3 km), Laas (6,7 km) et Guigneville (6,9 km).
|                     | Marsainvilliers |          |
| Pithiviers-le-Vieil | Pithiviers      | Bondaroy |
|                     | Dadonville      |          |

### Lieux-dits et écarts
Le Bourg-l'Abbaye (ancienne paroisse de Notre Dame de l'Abbaye), une des plus petites communes de France (13 ha 51 a), fut rattachée à Pithiviers le 22 mai 1823.

### Géologie et relief
Situé dans le bassin parisien, le territoire est inclus dans le périmètre de l'ancien lac de Beauce. Les formations géologiques calcaires datent d'il y a environ 23 à 20 millions d'années, au début du Miocène, période de l'ère géologique actuelle. Elles sont très homogènes sur tout le territoire, les roches issues des dépôts de sédiment successifs au sein du lac n'ayant pas été déformées par d'autres phénomènes géologiques majeurs.
Sur le territoire communal, l'altitude varie de 97 au sud à 130 mètres au nord.

### Hydrographie

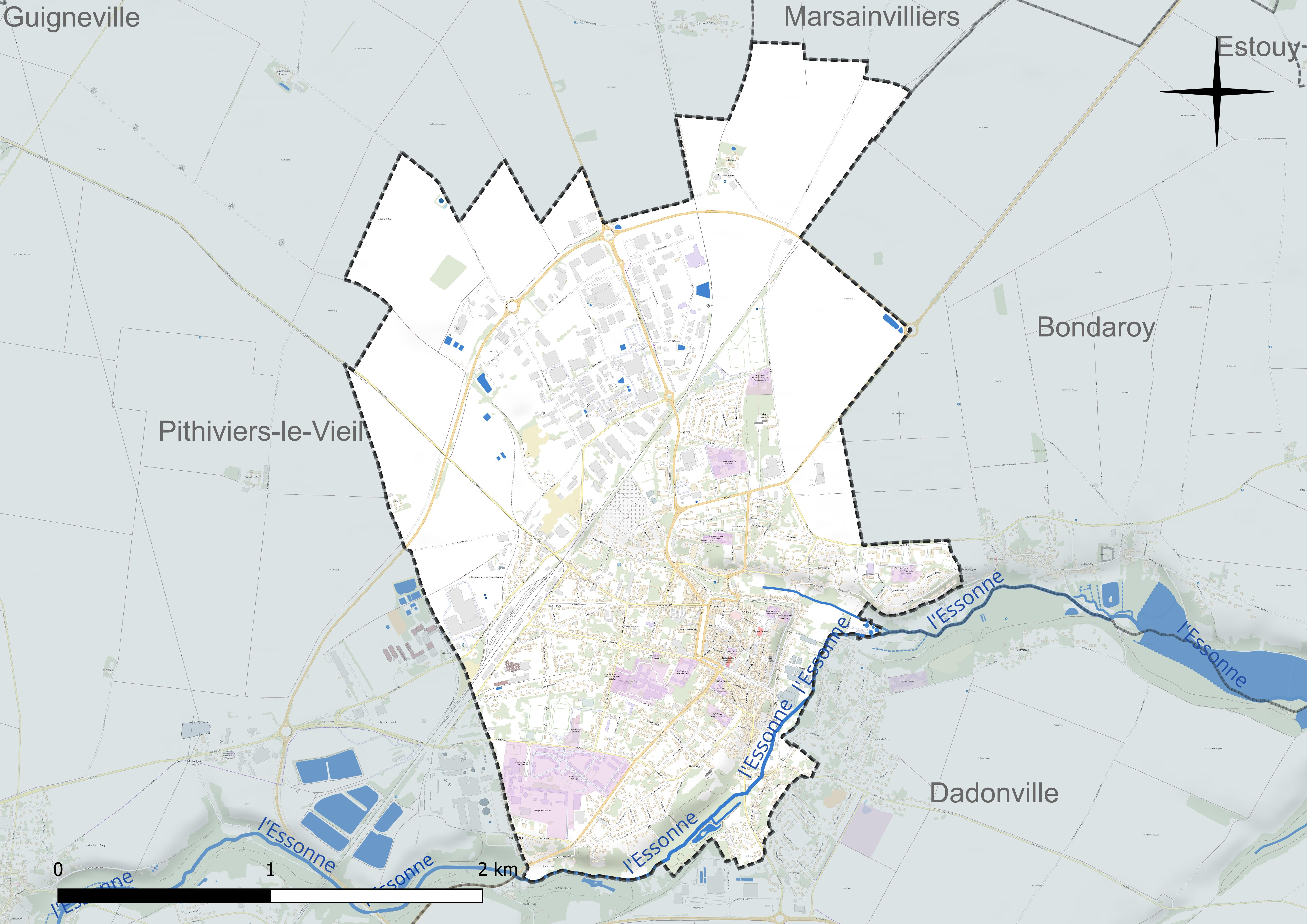
Réseau hydrographique de Pithiviers.

Le réseau hydrographique communal comprend un seul cours d'eau l'Œuf qui prend le nom d'Essonne (2,176 km) après sa rencontre avec la Rimarde, qui coule en limite sud-est. L'Essonne, d'une longueur totale de 97,1 km, prend sa source dans la commune de Chilleurs-aux-Bois et se jette  dans la Seine à Corbeil-Essonnes, après avoir traversé 44 communes. Sur le plan piscicole, l'Essonne est classée en deuxième catégorie piscicole. L'espèce biologique dominante est constituée essentiellement de poissons blancs (cyprinidés) et de carnassiers (brochet, sandre et perche).

### Climat
Pour des articles plus généraux, voir Climat du Centre-Val de Loire et Climat du Loiret.
En 2010, le climat de la commune est de type climat océanique dégradé des plaines du Centre et du Nord, selon une étude du CNRS s'appuyant sur une série de données couvrant la période 1971-2000. En 2020, Météo-France publie une typologie des climats de la France métropolitaine dans laquelle la commune est exposée à un climat océanique altéré et est dans la région climatique Sud-ouest du bassin Parisien, caractérisée par une faible pluviométrie, notamment au printemps (120 à 150 mm) et un hiver froid (3,5 °C).
Pour la période 1971-2000, la température annuelle moyenne est de 11 °C, avec une amplitude thermique annuelle de 15,5 °C. Le cumul annuel moyen de précipitations est de 652 mm, avec 10,7 jours de précipitations en janvier et 7,1 jours en juillet. Pour la période 1991-2020, la température moyenne annuelle observée sur la station météorologique de Météo-France la plus proche, sur la commune de Boigneville à 20 km à vol d'oiseau, est de 11,5 °C et le cumul annuel moyen de précipitations est de 615,6 mm,. Pour l'avenir, les paramètres climatiques de la commune estimés pour 2050 selon différents scénarios d'émission de gaz à effet de serre sont consultables sur un site dédié publié par Météo-France en novembre 2022.

### Milieux naturels et biodiversité
L’inventaire des zones naturelles d'intérêt écologique, faunistique et floristique (ZNIEFF) a pour objectif de réaliser une couverture des zones les plus intéressantes sur le plan écologique, essentiellement dans la perspective d’améliorer la connaissance du patrimoine naturel national et de fournir aux différents décideurs un outil d’aide à la prise en compte de l’environnement dans l’aménagement du territoire. Le territoire communal de Pithiviers ne comprend pas de ZNIEFF.

## Toponymie
Le toponyme de Pithiviers est un ancien Ped(e)uerius, d'origine celtique, et pourrait être dérivé de petuarios qui signifie « quatrième », en l'occurrence « le quatrième fort » ou « la quatrième ville » (cf. m. gallois petwerydd, v. breton petguare, breton pevare, quatrième). Cette étymologie se rapproche de celle de Petuaria, actuelle Brough-on-Humber dans le Yorkshire (Pedeverius, 843 (CH2, 64), vicaria Petvarensis, 1025) et se situe à la limite supposée du territoire des Carnutes avec les Parisii. Henri III fit nommer la ville Pluviers à la suite de recherches infructueuses pour connaître l'étymologie, à cause des Pluviers qui y migrent massivement à la fin de l'automne.

## Histoire

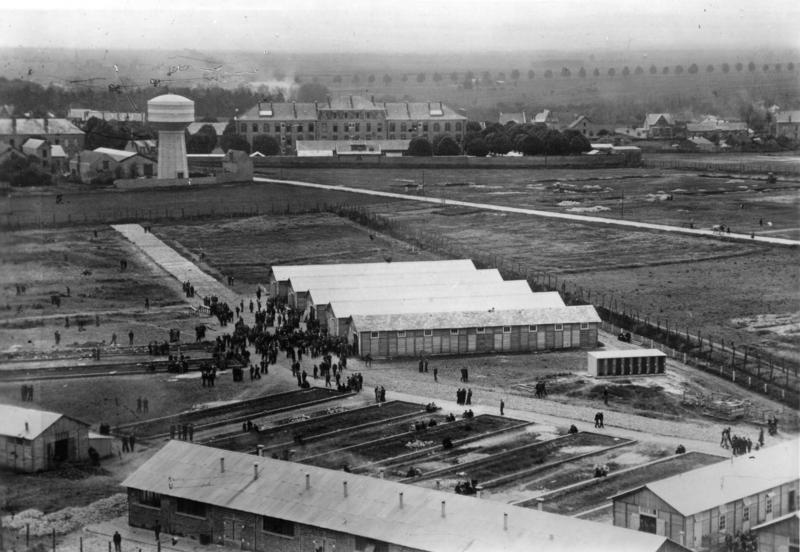
Le camp de Pithiviers en 1941.

Pithiviers fut un village gaulois (d'où il tire son nom), puis gallo-romain.
Il y avait un château à Pithiviers, dressé vers l'an mille, qui incluait la collégiale Saint-Georges et le donjon commandé  par Héloïse de Pithiviers au maître d’œuvre Lanfred, qui interviendra également sur le château d'Ivry-la-Bataille. Ce donjon de 33 mètres dominera la ville pendant près de 840 ans avant démolition en 1837. Aujourd’hui le Théâtre du Donjon évoque son souvenir à proximité.
Durant la huitième guerre de religion, la ville est prise par les deux Henri (le roi de France Henri III et Henri de Navarre) en 1589.
Entre le 29 janvier et le 8 février 1939, plus de 2 800 réfugiés espagnols fuyant l'effondrement de la république espagnole devant les troupes de Franco, arrivent dans le Loiret. Devant l'insuffisance des structures d'accueil d’Orléans, 46 centres d’accueil ruraux sont ouverts, dont un à Pithiviers. Les réfugiés, essentiellement des femmes et des enfants (les hommes sont désarmés et retenus dans le Sud de la France), sont soumis à une quarantaine stricte, vaccinés, le courrier est limité, et le ravitaillement, s'il est peu varié et cuisiné à la française, est cependant assuré. Certains de ces réfugiés rentrent en Espagne, incités par le gouvernement français qui facilite les conditions du retour, ceux préférant rester sont regroupés au camp de la verrerie des Aydes, à Fleury-les-Aubrais.
Pendant la Seconde Guerre mondiale, ce camp est transformé en camp d'internement pour Juifs puis en camp de transit avant le départ pour les camps d'extermination nazis.
Après la guerre, en 21 ans, la ville gagna rapidement 3 000 habitants en passant de près de 7 000 habitants en 1954 à plus de 10 000 en 1975. Mais la population baisse depuis.

### Logotypes

Logotype de la ville de 1987[24] à 2021.
Logotype de la ville de Pithiviers depuis janvier 2021[24].

### Héraldique
| Blason de Pithiviers | Les armes de Pithiviers se blasonnent ainsi : D'azur à trois chardons, tigés et feuillés d'or, au chef cousu de gueules chargé d'une fleur de lys aussi d'or,. |

## Urbanisme

### Typologie
Au 1er janvier 2024, Pithiviers est catégorisée centre urbain intermédiaire, selon la nouvelle grille communale de densité à sept niveaux définie par l'Insee en 2022.
Elle appartient à l'unité urbaine de Pithiviers, une agglomération intra-départementale regroupant deux  communes, dont elle est ville-centre,,. Par ailleurs la commune fait partie de l'aire d'attraction de Pithiviers, dont elle est la commune-centre,. Cette aire, qui regroupe 27 communes, est catégorisée dans les aires de moins de 50 000 habitants,.

### Occupation des sols
L'occupation des sols de la commune, telle qu'elle ressort de la base de données européenne d’occupation biophysique des sols Corine Land Cover (CLC), est marquée par l'importance des territoires artificialisés (62,9 % en 2018), en augmentation par rapport à 1990 (54,2 %). La répartition détaillée en 2018 est la suivante : 
zones urbanisées (39,9 %), terres arables (34,9 %), zones industrielles ou commerciales et réseaux de communication (23 %), zones agricoles hétérogènes (2,2 %).
L'évolution de l’occupation des sols de la commune et de ses infrastructures peut être observée sur les différentes représentations cartographiques du territoire : la carte de Cassini (XVIIIe siècle), la carte d'état-major (1820-1866) et les cartes ou photos aériennes de l'IGN pour la période actuelle (1950 à aujourd'hui).

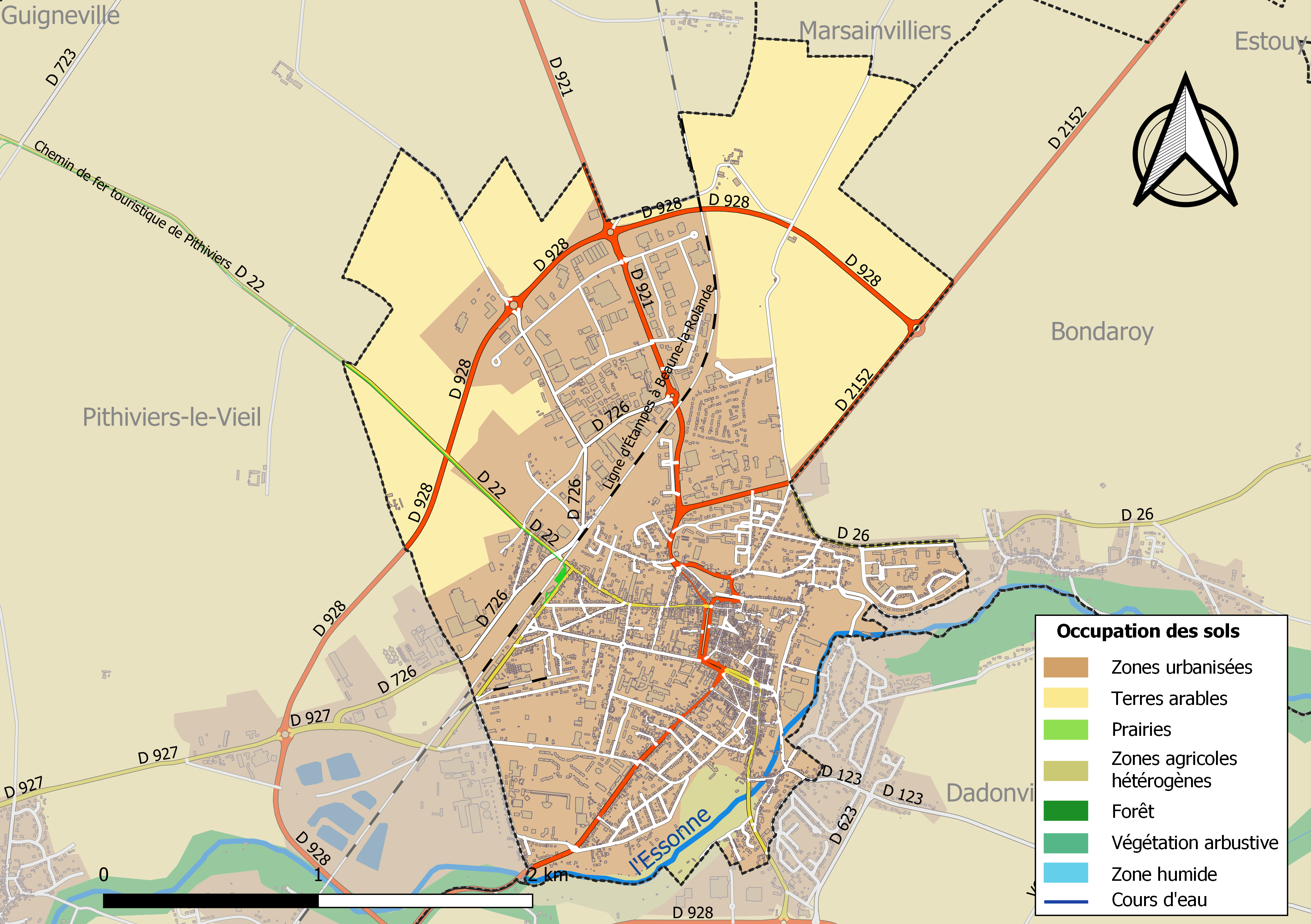
Carte des infrastructures et de l'occupation des sols de la commune en 2018 (CLC).
Carte orthophotographique de la commune en 2016.

### Morphologie urbaine

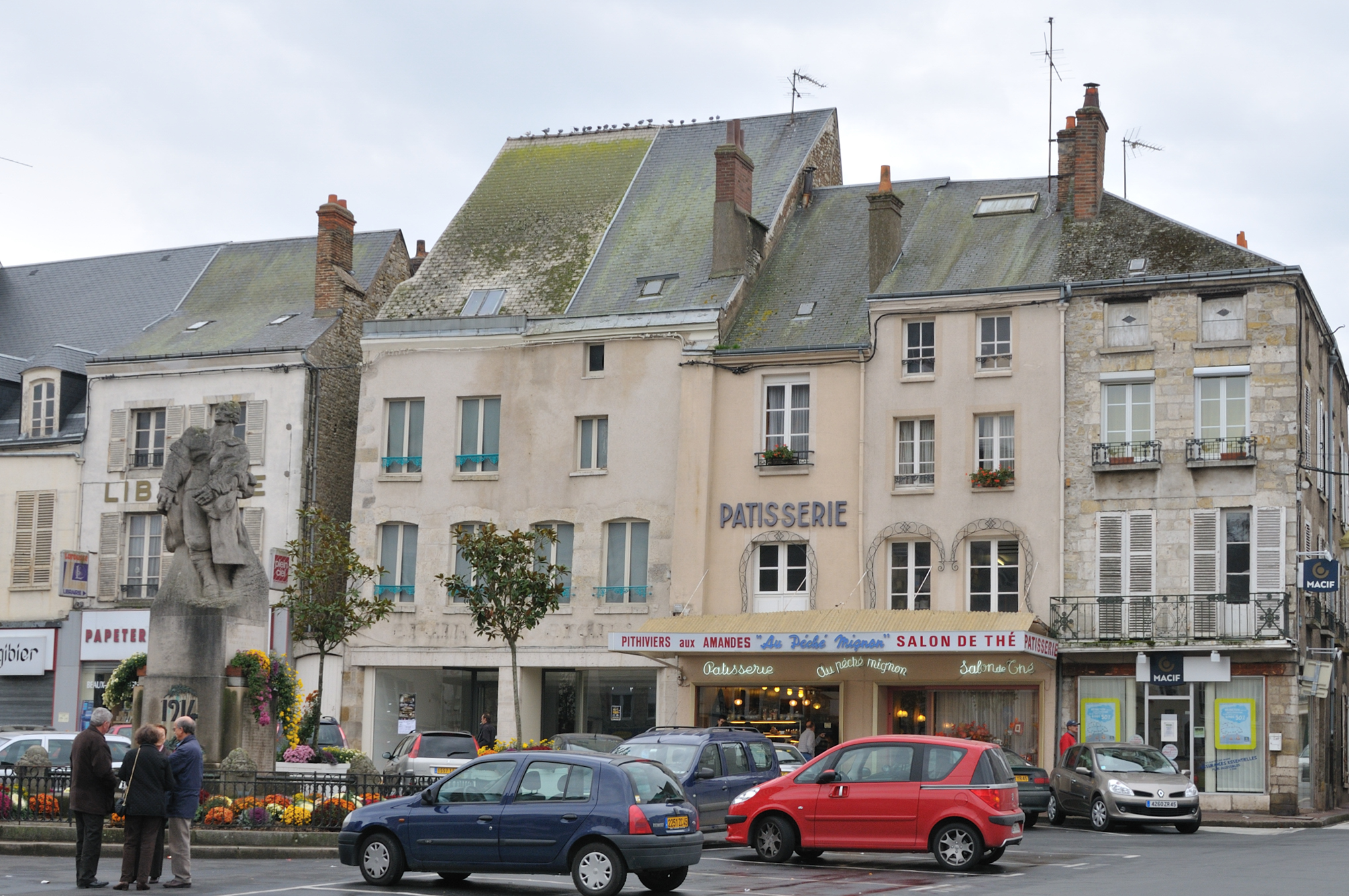
La place du Martroi (vers 2004).

### Voies de communication et transports

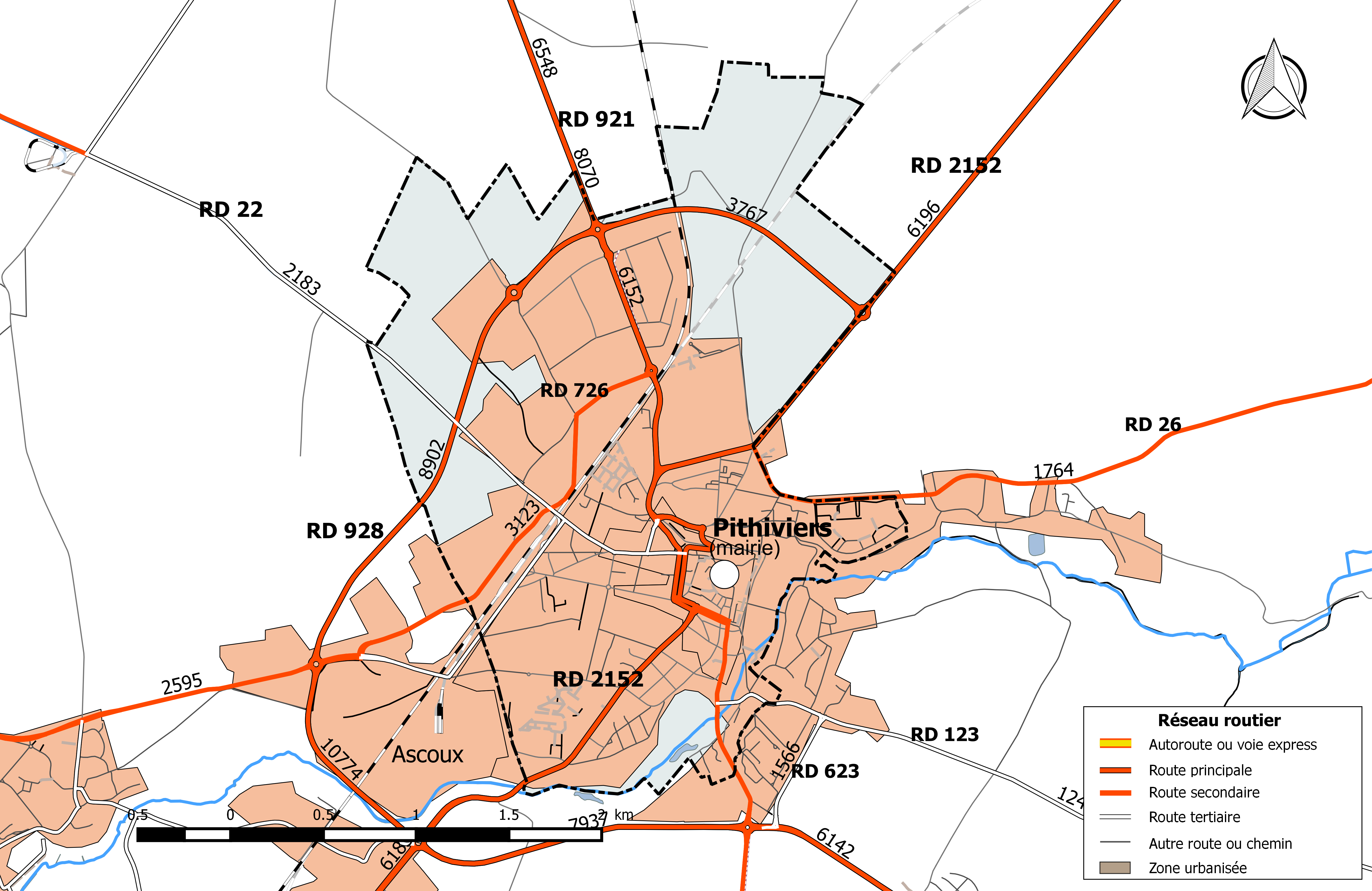
Réseau routier principal de la commune de Pithiviers.

#### Infrastructures routières
La commune est traversée par sept routes départementales : la RD 2152, la RD 921, RD 928, la RD 123, la RD 26, la RD 22 et la RD 726.
La RD 2152, qui traverse l'agglomération pithiveraine, correspond à l'ancienne route nationale 152. À sa création, en 1824, la RN 152 succède à la Route impériale 172 et relie Briare à Angers par la rive droite de la Loire. La route est déclassée en 1972 en RD 952 entre Briare et Châteauneuf-sur-Loire et, en contrepartie, elle récupère l'ancienne section de la RN 51 entre Orléans et Fontainebleau. En 2014, elle supporte un trafic de 6 183 véhicules/jour.
La RD 921, dont la section traversant la commune relie celle-ci à Rouvres-Saint-Jean, est l'ancienne route nationale 721, qui reliait avant 1973 Étampes (RN20), Pithiviers, Jargeau et La Ferté-Saint-Aubin (RN20). Elle a été transférée au département du Loiret par arrêté du 22 décembre 1972. En 2014, elle supporte dans la section se connectant à l'agglomération un trafic de 8 070 véhicules/jour.
La RD 928 constitue la déviation de Pithiviers et supporte 8 902 véhicules/jour. Les travaux de construction du dernier tronçon reliant la RD 2152 à la RD 928 au nord de l'agglomération, d'une longueur de 1540 m, ont débuté en juillet 2010, ont duré un an et ont été inaugurés le mars 2012. Le coût de l’opération s'est élevé à 7.7 M€ TTC et a été financé par le Conseil général du Loiret avec une participation de l’État de 30 % du montant HT.
La RD 123 (1 240 véhicules/jour) relie Dadonville à Boësses. La RD 26 (1 764 véhicules/jour), la RD 22 (2 183 véhicules/jour) et la RD 726 (2 585 véhicules/jour) relient la commune respectivement à Bromeilles, Andonville et Pithiviers-le-Vieil.
Complétant ces voies, la commune est sillonnée de plusieurs voies communales et chemins ruraux irriguant le centre-ville et desservant les fermes et hameaux et les bourgs environnants.

#### Infrastructures ferroviaires
Les lignes ferroviaires Les Aubrais - Malesherbes et Étampes - Beaune-la-Rolande traversent le territoire de la commune.

#### Circulation douce et piétonne
Le sentier de grande randonnée 32, passe en limite sud de la commune.

#### Transports en commun routiers
À compter du 1er janvier 2017, la compétence des services de transports routiers interurbains, réguliers et à la demande est transférée des départements aux régions, et donc localement du département du Loiret à la région Centre-Val de Loire, consécutivement à la loi NOTRe du 7 août 2015. Donc, au 1er septembre 2017, le réseau Ulys est remplacé par le réseau Rémi, qui est régional.
Les lignes 11, 14, 20, 22, 24 et 25 desservent la commune.

#### Transports aériens
L'aérodrome de Pithiviers est situé sur le territoire de la commune de Pithiviers-le-Vieil.

### Risques majeurs
La commune de Pithiviers est vulnérable à différents aléas naturels : climatiques (hiver exceptionnel ou canicule), mouvements de terrains ou sismique (sismicité très faible). Elle est également exposée à deux risques technologiques : le risque industriel et le risque industriel.
Entre 1989 et 2019, un arrêté ministériel ayant porté reconnaissance de catastrophe naturelle a été pris pour le territoire de la commune  pour des inondations et coulées de boue.

#### Risques naturels
Le territoire de la commune peut être concerné par un risque d'effondrement de cavités souterraines non connues. Une cartographie départementale de l'inventaire des cavités souterraines et des désordres de surface a été réalisée. Il a été recensé sur la commune plusieurs effondrements de cavités.
Par ailleurs, le sol du territoire communal peut faire l'objet de mouvements de terrain liés à la sécheresse. Le phénomène de retrait-gonflement des argiles est la conséquence d'un changement d'humidité des sols argileux. Les argiles sont capables de fixer l'eau disponible mais aussi de la perdre en se rétractant en cas de sècheresse. Ce phénomène peut provoquer des dégâts très importants sur les constructions (fissures, déformations des ouvertures) pouvant rendre inhabitables certains locaux. Celui-ci a particulièrement affecté le Loiret après la canicule de l'été 2003. Une grande partie du territoire de la commune est exposée à un aléa « moyen » face à ce risque, selon l'échelle définie par le Bureau de recherches géologiques et minières (BRGM).
Depuis le 22 octobre 2010, la France dispose d’un nouveau zonage sismique divisant le territoire national en cinq zones de sismicité croissante. La commune, à l’instar de l’ensemble du département, est concernée par un risque très faible.

#### Risques technologiques
Dans le domaine des risques technologiques, la commune est concernée par un établissement classé "site SEVESO seuil haut" de par ses activités : la société PMC-Isochem, l'ex-société Isochem ayant été reprise en 2017 par le groupe PMC,
La commune est également exposée au risque de transport de matières dangereuses, en raison du passage sur son territoire d'une canalisation de gaz et d'itinéraires routiers structurants supportant un fort trafic (les routes départementales D921, D2152 et D950),.

## Politique et administration

### Découpage territorial

#### Bloc communal: Commune et intercommunalités
La paroisse de Pithiviers acquiert le statut de municipalité avec le décret du 12 novembre 1789 de l'Assemblée Nationale puis celui de « commune », au sens de l'administration territoriale actuelle, par le décret de la Convention nationale du 10 brumaire an II (31 octobre 1793). Il faut toutefois attendre la loi du 5 avril 1884 sur l'organisation municipale pour qu'un régime juridique uniforme soit défini pour toutes les communes de France, point de départ de l’affirmation progressive des communes face au pouvoir central.
La commune absorbe en 1823 la commune du Bourg-l'Abbaye.

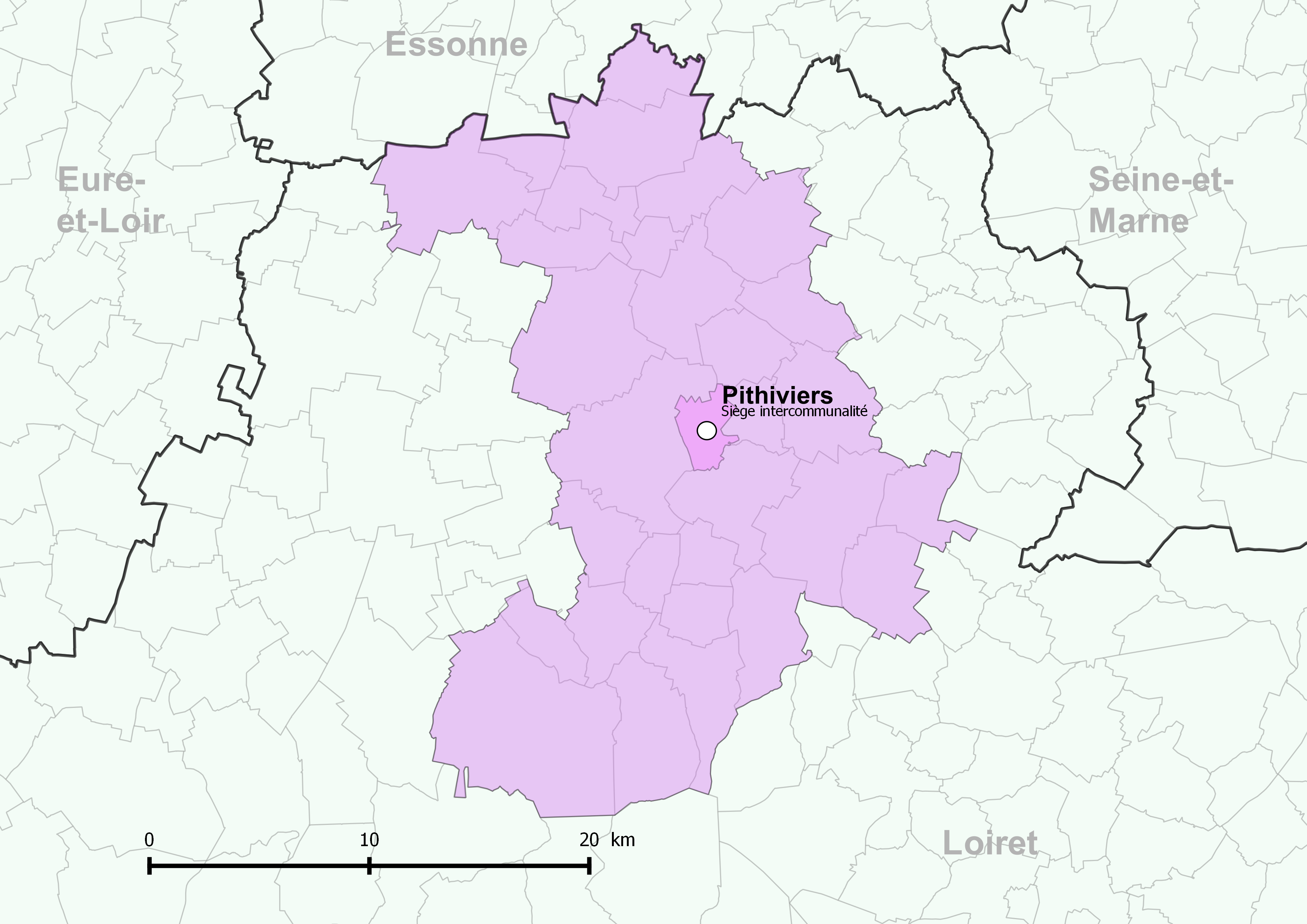
Localisation de la commune de Pithiviers dans la communauté de communes du Pithiverais.

La commune est membre de la communauté de communes Le Cœur du Pithiverais depuis sa création le 1er décembre 2009 jusqu'au 1er janvier 2017, date à partir de laquelle elle fait partie de la communauté de communes du Pithiverais.
La loi du 7 août 2015 portant nouvelle organisation territoriale de la République (dite loi NOTRe), visant une réduction du nombre d'intercommunalités en France, fait en effet passer le seuil démographique minimal de 5 000 à 15 000 habitants, sauf exceptions, et a un impact sur les périmètres des différentes intercommunalités. Le schéma départemental de coopération intercommunale du Loiret est arrêté sur ces bases le 30 mars 2016 et le nombre d'établissements publics de coopération intercommunale à fiscalité propre passe dans le département du Loiret de 28 (2 communautés d'agglomération et 26 communautés de communes) à 16 (deux communautés d'agglomération et 14 communautés de communes dont une interdépartementale). Les communautés de communes de Beauce et du Gâtinais, du Cœur du Pithiverais et du Plateau Beauceron fusionnent ainsi à compter du 1er janvier 2017 en une seule entité : la communauté de communes du Pithiverais, dont le siège est à Pithiviers. Cette nouvelle intercommunalité comprend 31 communes dont Pithiviers.

#### Circonscriptions de rattachement
La loi du 22 décembre 1789 divise le pays en 83 départements découpés chacun en six à neuf districts eux-mêmes découpés en cantons regroupant des communes. Les districts, tout comme les départements, sont le siège d’une administration d’État et constituent à ce titre des circonscriptions administratives. La commune de Pithiviers est alors incluse dans le canton de Pithiviers, le district de Pithiviers et le département du Loiret.
La recherche d’un équilibre entre la volonté d’organiser une administration dont les cadres permettent l’exécution et le contrôle des lois d’une part, et la volonté d’accorder une certaine autonomie aux collectivités de base (paroisses, bourgs, villes) d’autre part, s’étale de 1789 à 1838. Les découpages territoriaux évoluent ensuite au gré des réformes visant à décentraliser ou recentraliser l'action de l'État. La régionalisation fonctionnelle des services de l'État (1945-1971) aboutit à la création de régions. L'acte I de la décentralisation de 1982-1983 constitue une étape importante en donnant l'autonomie aux collectivités territoriales, régions, départements et communes. L'acte II intervient en 2003-2006, puis l'acte III en 2012-2015.
Le tableau suivant présente les rattachements, au niveau infra-départemental, de la commune de Pithiviers aux différentes circonscriptions administratives et électorales ainsi que l'historique de l'évolution de leurs territoires.
| Circonscription             | Nom                | Période   | Type                         | Évolution du découpage territorial |
| --------------------------- | ------------------ | --------- | ---------------------------- | --- |
| District                    | Pithiviers         | 1790-1795 | Administrative               | La commune est rattachée au district de Pithiviers de 1790 à 1795,. La Constitution du 5 fructidor an III, appliquée à partir de vendémiaire an IV (1795) supprime les districts, rouages administratifs liés à la Terreur, mais maintient les cantons qui acquièrent dès lors plus d'importance. |
| Canton                      | Pithiviers         | 1790-1801 | Administrative et électorale | Le 10 février 1790, la municipalité de Pithiviers est rattachée au canton de Pithiviers,. Les cantons sont supprimés, en tant que découpage administratif, par une loi du 26 juin 1793, et ne conservent qu'un rôle électoral. Ils permettent l’élection des électeurs du second degré chargés de désigner les députés. Les cantons acquièrent une fonction administrative avec la disparition des districts en 1795. |
| Canton                      | Pithiviers         | 1801-2015 | Administrative et électorale | Sous le Consulat, un redécoupage territorial visant à réduire le nombre de justices de paix ramène le nombre de cantons dans le Loiret de 59 à 31. Pithiviers est alors rattachée par arrêté du 9 vendémiaire an X (30 septembre 1801) au canton de Pithiviers, dont elle est le chef-lieu,. |
| Canton                      | Pithiviers         | 2015-     | Électorale                   | La loi du 17 mai 2013 et ses décrets d'application publiés en février et mars 2014 introduisent un nouveau découpage territorial pour les élections départementales. La commune est alors rattachée au nouveau canton de Pithiviers. Depuis cette réforme, plus aucun service de l'État n'exerce sa compétence sur un territoire s'appuyant sur le nouveau découpage cantonal. Le canton a disparu en tant que circonscription administrative de l'État ; il est désormais uniquement une circonscription électorale dédiée à l'élection d'un binôme de conseillers départementaux siégeant au conseil départemental. |
| Arrondissement              | Pithiviers         | 1801-1926 | Administrative               | Pithiviers est rattachée à l'arrondissement de Pithiviers par arrêté du 9 vendémiaire an X (30 septembre 1801),. |
| Arrondissement              | Orléans            | 1926-1942 | Administrative               | Sous la Troisième République, en raison d'un endettement considérable et de l'effort nécessaire pour la reconstruction post-Première Guerre mondiale, la France traverse une crise financière. Pour réduire les dépenses de l’État, Raymond Poincaré fait voter plusieurs décrets-lois réformant en profondeur l’administration française : 106 arrondissements sont ainsi supprimés, dont ceux de Gien et de Pithiviers dans le Loiret par décret du 10 septembre 1926. Pithiviers est ainsi transférée de l'arrondissement de Pithiviers à celui d'Orléans,.                                                        |
| Arrondissement              | Pithiviers         | 1942-     | Administrative               | La loi du 1er juin 1942 rétablit l'arrondissement de Pithiviers. Pithiviers est alors à nouveau rattachée à l'arrondissement de Pithiviers. |
| Circonscription législative | 5e circonscription | 2010-     | Électorale                   | Lors du découpage législatif de 1986, le nombre de circonscriptions législatives passe dans le Loiret de 4 à 5. Un nouveau redécoupage intervient en 2010 avec la loi du 23 février 2010. En attribuant un siège de député « par tranche » de 125 000 habitants, le nombre de circonscriptions par département varie désormais de 1 à 21,. Dans le Loiret, le nombre de circonscriptions passe de cinq à six. La réforme n'affecte pas Pithiviers qui reste rattachée à la cinquième circonscription. |

#### Collectivités de rattachement
La commune de Pithiviers est rattachée au département du Loiret et à la région Centre-Val de Loire, à la fois circonscriptions administratives de l'État et collectivités territoriales.

### Politique et administration municipale

#### Administration municipale
Depuis les élections municipales de 2014, le conseil municipal de Pithiviers, commune de plus de 1 000 habitants, est élu au scrutin proportionnel de liste à deux tours (sans aucune modification possible de la liste), pour un mandat de six ans renouvelable. Il est composé de 29 membres. L'exécutif communal est constitué par le maire, élu par le conseil municipal, parmi ses membres, pour un mandat de six ans, c'est-à-dire pour la durée du mandat du conseil. Philippe Nolland est maire depuis 2014.

### Jumelages
Pithiviers est jumelée avec les villes suivantes :
- Ashby-de-la-Zouch (Royaume-Uni) depuis le 18 juin 1960[source insuffisante] ;
- Burglengenfeld (Allemagne) depuis le 18 juillet 1976[source insuffisante] ;
- Ovar (Portugal) depuis 1993 ;
- İznik (Turquie) depuis le 14 janvier 2016[source insuffisante].

## Équipements et services

### Environnement

#### Gestion des déchets
En  2016, la commune est membre du SITOMAP de la région Pithiviers, créé en 1968. Celui-ci assure la collecte et le traitement des ordures ménagères résiduelles, des emballages ménagers recyclables  et des encombrants en porte à porte et du verre en points d’apport volontaire. Un réseau de huit déchèteries, dont une est située sur le territoire communal, accueille les encombrants et autres déchets spécifiques (déchets verts, déchets dangereux, gravats, ferraille, cartons…). L'élimination et la valorisation énergétique des déchets ménagers et de ceux issus de la collecte sélective sont effectuées dans l'outil de traitement appelé BEGEVAL, installé à Pithiviers et géré par le syndicat de traitement Beauce Gâtinais Valorisation (BGV) qui regroupe le territoire des trois syndicats de collecte : SMETOM, SITOMAP et SIRTOMRA. Cet outil est composé d’un centre de valorisation matière qui trie les emballages issus de la collecte sélective, les journaux-magazines et les cartons de déchèteries, et d’un centre de valorisation énergétique qui incinère les ordures ménagères résiduelles et le tout-venant incinérable des déchèteries ainsi que les refus du centre de tri.
Depuis le 1er janvier 2017, la « gestion des déchets ménagers » ne fait plus partie des compétences de la commune mais est une compétence obligatoire de la communauté de communes du Pithiverais en application de la loi NOTRe du 7 août 2015.

#### Production et distribution d'eau
Le service public d’eau potable est une compétence obligatoire des communes depuis l’adoption de la loi du 30 décembre 2006 sur l’eau et les milieux aquatiques. Au 31 décembre 2016, la production et la distribution de l'eau potable sur le territoire communal sont assurées par la commune elle-même.
La loi NOTRe du 7 août 2015 prévoit que le transfert des compétences « eau et assainissement » vers les communautés de communes sera obligatoire à compter du 1er janvier 2020. Le transfert d’une compétence entraîne  de  facto la mise à disposition gratuite de plein droit des biens, équipements et services publics utilisés, à la date du transfert, pour l'exercice de ces compétences et la substitution de la communauté dans les droits et obligations des communes,.

#### Assainissement
La compétence assainissement, qui recouvre obligatoirement la collecte, le transport et l’épuration des eaux usées, l’élimination des boues produites, ainsi que le contrôle des raccordements aux réseaux publics de collecte, est assurée  par la commune elle-même.
La commune est raccordée à une station d'épuration située sur le territoire communal, mise en service le 1er juillet 2007 et dont la capacité nominale de traitement est de  35 000 EH, soit 2 900 m3/jour. Cet équipement utilise un procédé d'épuration biologique dit « à boues activées »,.
L’assainissement non collectif (ANC) désigne les installations individuelles de traitement des eaux domestiques qui ne sont pas desservies par un réseau public de collecte des eaux usées et qui doivent en conséquence traiter elles-mêmes leurs eaux usées avant de les rejeter dans le milieu naturel. La Communauté de communes de Beauce et du Gâtinais a créé en 1999 un service public d'assainissement non collectif (SPANC) qui a pour missions la vérification de la conception et de l’exécution des ouvrages pour les installations neuves ou réhabilitées et la vérification périodique du bon fonctionnement et de l’entretien des installations existantes,. Depuis le 1er janvier 2017, c'est la communauté de communes du Pithiverais qui assure ce service, à la suite de la fusion des communautés de communes de Beauce et du Gâtinais, du Cœur du Pithiverais et du Plateau Beauceron.

### Enseignement
Pithiviers est situé dans l'académie d'Orléans-Tours et dans la circonscription de Pithiviers. La commune possède quatre écoles maternelles publiques, quatre écoles primaires, deux collèges et trois lycées.
Les établissements :
- Les écoles maternelles publiques Denis-Poisson et Antoine-Beaurieux ;
- Les écoles maternelles et primaires publiques Saint-Aignan et Clos Beauvoys ;
- Les écoles primaires publiques Général-de-Gaulle et Abbé-Régnard ;
- Le collège public Simone Veil ;
- Le collège privé Saint-Grégoire ;
- Le lycée général et technologique public Duhamel-du-Monceau ;
- Le lycée professionnel privé Blanche-de-Castille ;
- Le lycée professionnel public Jean-de-la-Taille.

## Population et société
L'évolution du nombre d'habitants est connue à travers les recensements de la population effectués dans la commune depuis 1793. Pour les communes de moins de 10 000 habitants, une enquête de recensement portant sur toute la population est réalisée tous les cinq ans, les populations de référence des années intermédiaires étant quant à elles estimées par interpolation ou extrapolation. Pour la commune, le premier recensement exhaustif entrant dans le cadre du nouveau dispositif a été réalisé en 2008.
En 2022, la commune comptait 8 981 habitants, en évolution de −0,51 % par rapport à 2016 (Loiret : +1,89 %, France hors Mayotte : +2,11 %).
| 1793  | 1800  | 1806  | 1821  | 1831  | 1836  | 1841  | 1846  | 1851  |
| ----- | ----- | ----- | ----- | ----- | ----- | ----- | ----- | ----- |
| 3 020 | 3 071 | 3 038 | 3 706 | 3 957 | 4 023 | 3 772 | 3 955 | 4 158 |

| 1856  | 1861  | 1866  | 1872  | 1876  | 1881  | 1886  | 1891  | 1896  |
| ----- | ----- | ----- | ----- | ----- | ----- | ----- | ----- | ----- |
| 4 432 | 4 778 | 4 928 | 4 585 | 5 006 | 5 181 | 5 509 | 5 480 | 5 821 |

| 1901  | 1906  | 1911  | 1921  | 1926  | 1931  | 1936  | 1946  | 1954  |
| ----- | ----- | ----- | ----- | ----- | ----- | ----- | ----- | ----- |
| 6 225 | 6 293 | 6 556 | 5 726 | 5 995 | 5 984 | 6 661 | 7 111 | 6 944 |

| 1962  | 1968  | 1975   | 1982  | 1990  | 1999  | 2006  | 2008  | 2013  |
| ----- | ----- | ------ | ----- | ----- | ----- | ----- | ----- | ----- |
| 7 318 | 8 686 | 10 097 | 9 392 | 9 327 | 9 242 | 8 839 | 8 719 | 9 039 |

| 2018  | 2022  | - | - | - | - | - | - | - |
| ----- | ----- | - | - | - | - | - | - | - |
| 8 935 | 8 981 | - | - | - | - | - | - | - |

### Services
- Centre hospitalier de Pithiviers[100].

### Sports
- Union Sportive Pithiviers Rugby[101].
- Club Athlétique Pithivériens.
- Kick Boxing  de Pithiviers
- Taekwondo club de Pithiviers

## Économie
- Deux secteurs d'activité prédominent : l'agro-alimentaire et la pharmacie. L'usine Brossard emploie, par exemple, plus de 200 personnes en 2008 et produit plus de la moitié du chiffre d'affaires du groupe[102].
- Antenne de la chambre de commerce et d'industrie du Loiret.

## Culture et patrimoine

### Lieux et monuments

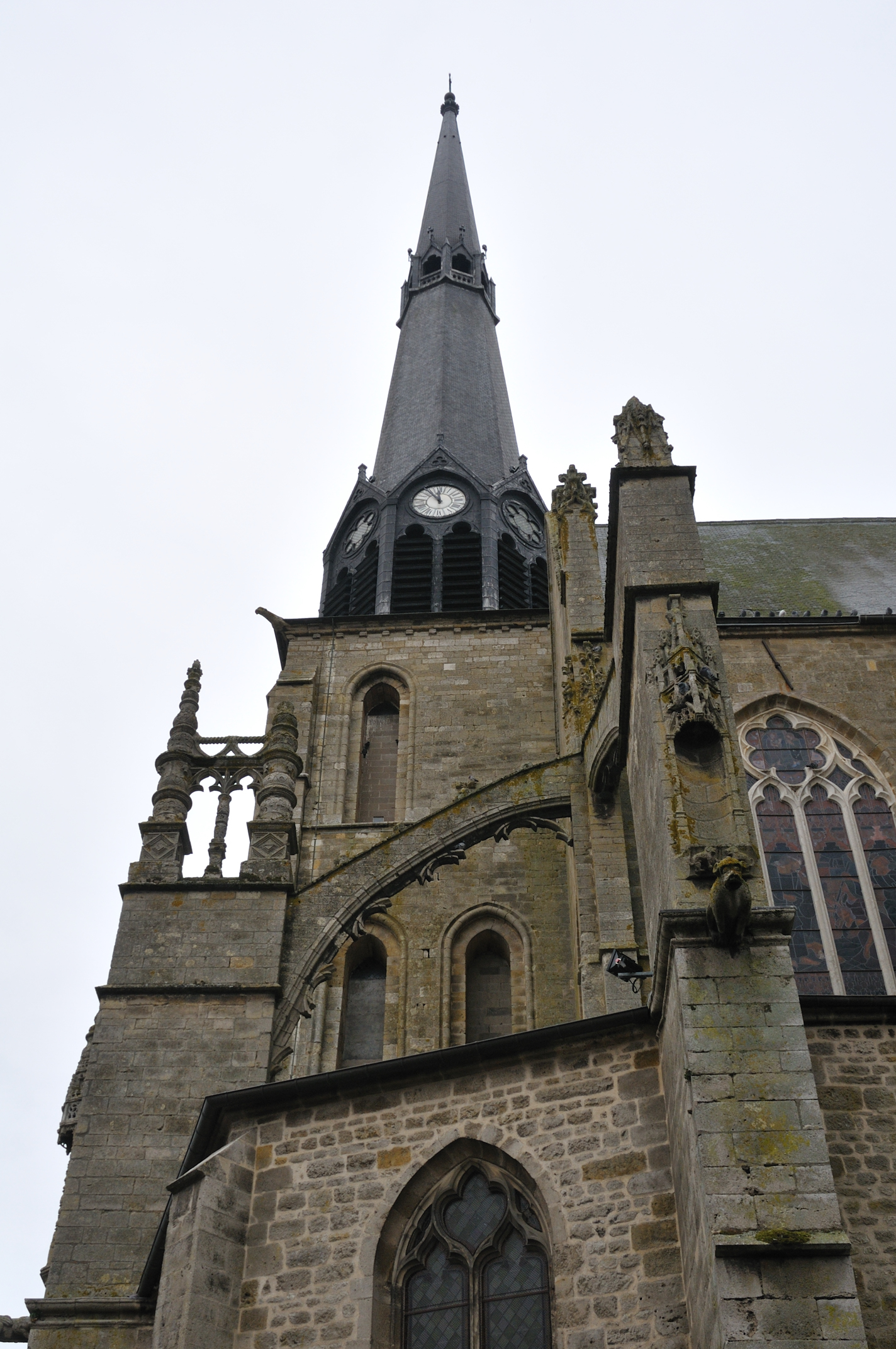
L'église Saint-Salomon-et-Saint-Grégoire.

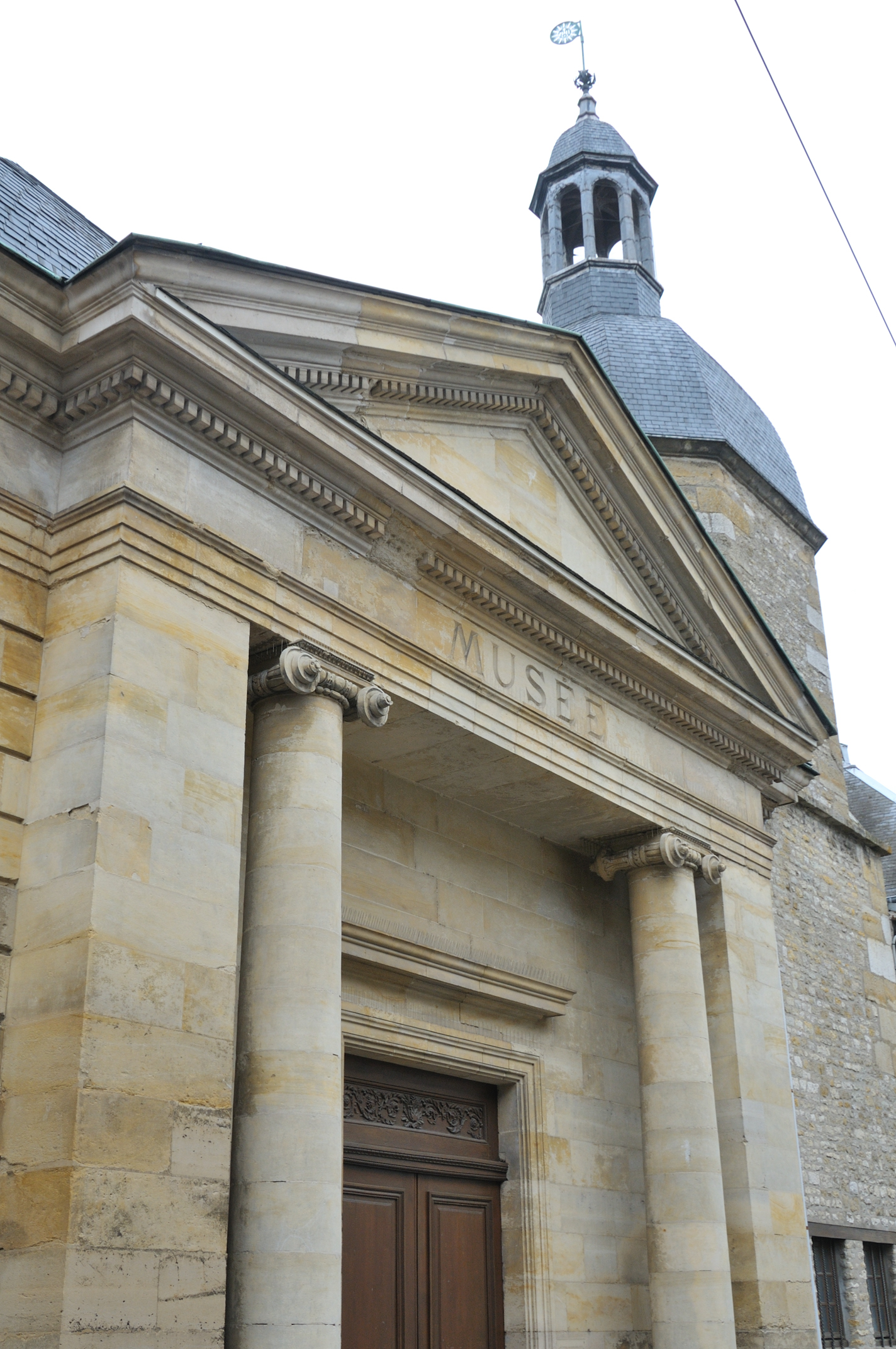
Le Musée municipal.

- Le château de l'Ardoise dont l'élévation, la toiture et le bâtiment sont inscrits à l'inventaire des monuments historiques depuis le 31 janvier 1956[A 1] ;
- Les vestiges de la collégiale Saint-Georges du XIe siècle, inscrits à l'inventaire des monuments historiques depuis 1928 ; certaines parties ont été classées en 1986[A 2] ;
- L'abbaye de Saint-Pierre, une abbaye cistercienne de 1080 ;
- L’église Saint-Salomon-et-Saint-Grégoire. Entièrement classée aux Monuments Historiques par arrêté du 2 mai 1912, mais un décret du 7 mars 1920 en retire la flèche et la partie haute du clocher ; ceux-ci sont de nouveau ajoutés par un arrêté du 22 octobre 1998, puis déclassés de nouveau par arrêté du 8 septembre 2000[A 3]. Salomon de Bretagne, dit aussi saint Salomon, est le saint patron de la ville. En 932, sa dépouille y fut déposée ;
- Le château de Bellecour, du XVIIe siècle ;
- Le musée des transports de Pithiviers, consacré aux chemins de fer à voie de 60 cm, comprenant plusieurs locomotives à vapeur et les vestiges de la ligne tramway de Pithiviers à Toury ayant été en fonction de 1892 à 1964 et dont un court tronçon reste opérationnel ;
- Le musée municipal (fermé au public depuis 2001)[103],[104],[105] ;
- Le théâtre du Donjon du XIXe siècle, entièrement rénové en 2005 ;
- La mosquée inaugurée le 19 mai 2006 ;
- Le Monument à la mémoire des Juifs internés au camp de Pithiviers, élevé sur le site du camp d'internement, rue de l'Ancien-Camp, non loin de l'ancienne gare, sur laquelle a été apposée une plaque commémorative ;
- Le château de la Folie-Joinville (1756) et sa chapelle (1872)[106].

### Cadre de vie

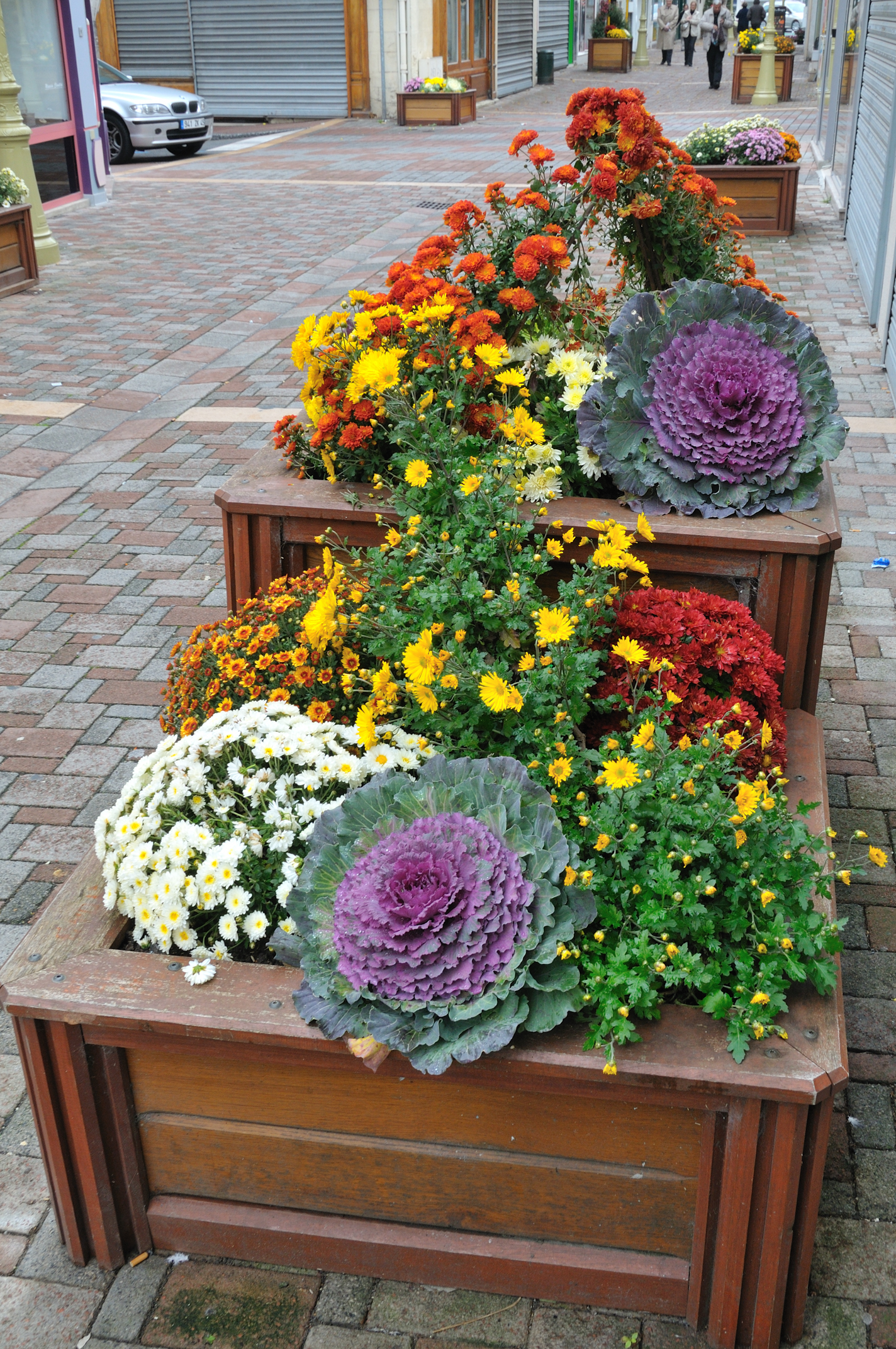
Compositions florales rue de la Couronne.

La commune possède le label ville fleurie avec deux fleurs attribuées par le conseil national des villes et villages fleuris de France au concours des villes et villages fleuris.

### Médias
Deux journaux, du groupe Centre-France, relaient des informations sur la commune :
- Le Courrier du Loiret, hebdomadaire régional basé à Pithiviers ;
- La République du Centre, quotidien régional basé à Saran dans l'agglomération orléanaise.

### Gastronomie
- Le pâté d'alouettes : durant trois siècles, les pâtissiers-alouettiers de la famille Provenchère conservèrent le titre de Pâtissier Breveté du Roi ;
- Le Pithiviers, gâteau de pâte feuilletée fourré à la crème d'amande. Il existe aussi une version glacée (sans pâte feuilletée) appelée « Pithiviers fondant » décorée de fruits confits ;
- Le Bondaroy au foin appelé aussi le Pithiviers au foin, est un fromage de la région de Pithiviers ;
- Les croquignoles, biscuits secs.

### Personnalités liées à la commune
- Héloïse de Pithiviers (965/970-1025), de la famille des comtes Eudes Ier de Blois et Eudes II de Blois, était châtelaine de Pithiviers ;
- Jean de la Taille de Bondaroy (1533-1608), auteur du XVIe. Son nom est donné à l'une des places de Pithiviers ;
- Henri Louis Duhamel du Monceau (1700-1782), inspecteur général de la marine et écrivain scientifique ;
- Pierre Collardeau (1732-1776), poète dramatique, membre de l'Académie française en 1776. Son nom est donné à une rue de la ville ;
- Pierre Lejeune de Bellecour (1742-1812), homme politique français des XVIIIe et XIXe siècles.
- Juliette Dodu (1848-1909), espionne française, héroïne de la guerre de 1870 ;
- Ary Bitter (1883-1973) a reçu en 1939 commande du Fonds national d'art contemporain pour 3 petites gargouilles en bronze destinées aux sorties d'eau du soubassement d'une fontaine monumentale à Pithiviers[108] ;
- Michel Odent, né en 1930, chirurgien et obstétricien français, a dirigé le service chirurgie et la maternité de l'hôpital de Pithiviers de 1962 à 1985 ;
- Martin Winckler (né en 1955), médecin et écrivain français, a passé une partie de son enfance à Pithiviers où son père était médecin.
- André Eve (1931-2015), rosiériste, paysagiste, obtenteur de 32 roses mises au commerce de Sylvie Vartan en 1968 à Roses des Blés en 2006. Créateur de l'entreprise des Roses Anciennes André Eve. Une rue porte son nom à Pithiviers le Vieil.
- Charly Chantereau-Morais (1990), rugbyman international franco-portugais, est né à Pithiviers. Il évolue actuellement au FCO Oloron (Fédérale 1).

#### Naissance à Pithiviers

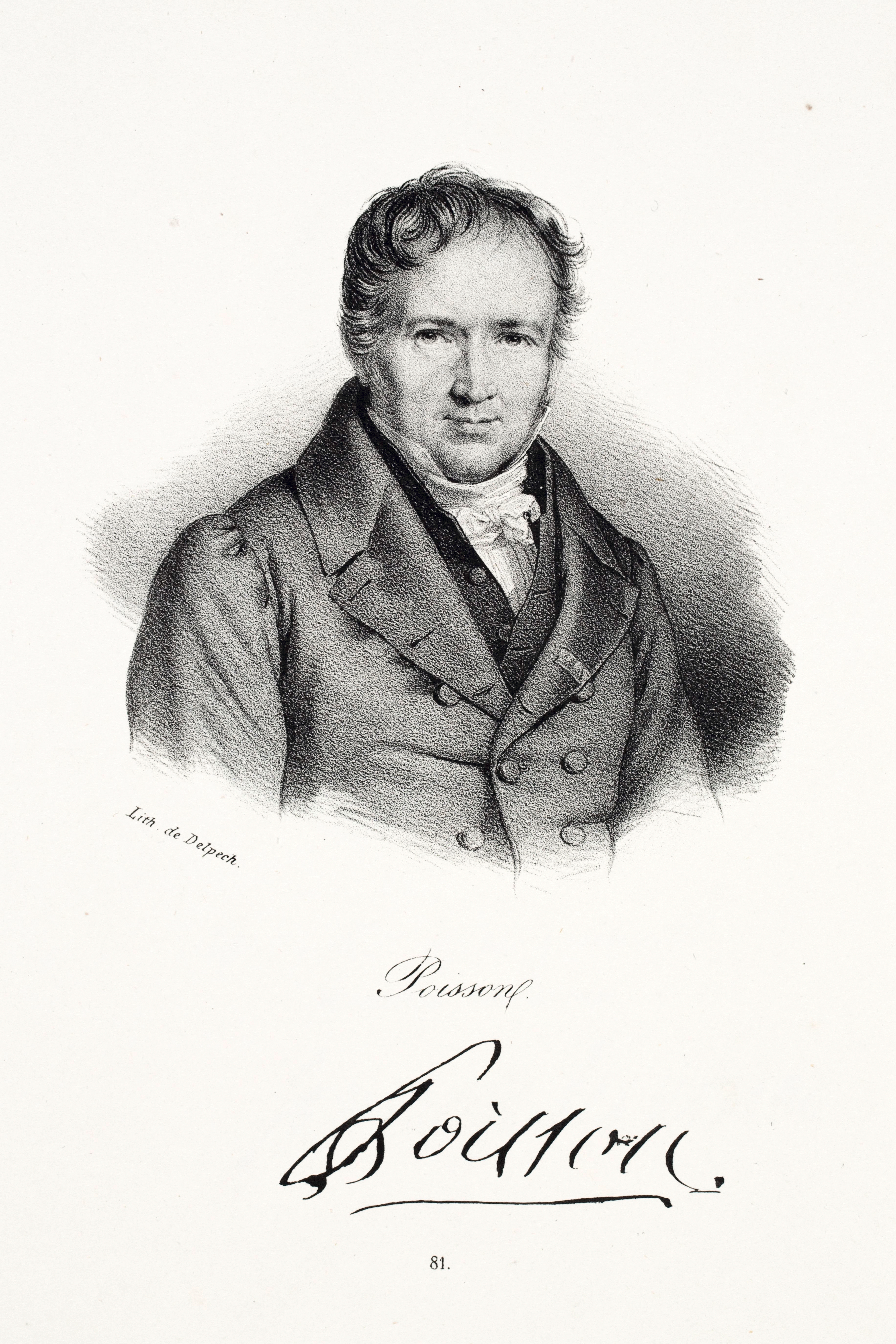
Siméon Denis Poisson.

- Lubin Baugin (v.1612-1663), peintre français, dont une partie importante de l'œuvre est présentée au musée de la ville ; néanmoins la forte probabilité d'une naissance à Courcelles-le-Roy (à 12 km) est attestée par les spécialistes.
- Jacob Blanquet de la Haye (1621-1677), un amiral français tué à l'ennemi. Son nom est donné à une rue de Pithiviers ;
- Louis Le Bègue Duportail (1743-1802), homme politique et militaire français ;
- Hippolyte Lejeune de Bellecour (1779-1863), homme politique français des XVIIIe et XIXe siècles ;
- Siméon Denis Poisson (1781-1840), mathématicien, physicien et géomètre français, auteur de la loi dite Loi de Poisson en statistiques et probabilités ;
- Pierre François Beauvallet (1801-1873), artiste français ;
- Jacques Charles Hyacinthe Brierre (1818-1896), homme politique français ;
- Albert Duchemin (1837-1907), militaire français ;
- Palma Gourdon (1843-1913), officier de marine français ;
- René Bichet (1887-1912), poète français ;
- Anne-Marie Dupuy (1920-2008), femme politique française ;
- Gérard Saint-Paul (1941), journaliste et dirigeant de télévision français  ;
- Olivier Dosne (1961), homme politique français ;
- Marie NDiaye (1967), écrivaine française ;
- Xavier Dectot (1973), directeur du Louvre-Lens ;
- Steve Marlet (1974), footballeur français ;
- David Glaser (1976), journaliste français ;
- Camille Delhorbe (1980), joueur français de basket-ball ;
- Jordane Saget (1980), artiste contemporain français ;
- Geoffroy Lequatre (1981), coureur cycliste français ;
- Vahina Giocante (1981), actrice française ;
- Samuel Sené (1982), metteur en scène, directeur musical, pianiste et chef d'orchestre français ;
- Cécile Saboureau (1983), paratriathlète française ;
- Idriss Aberkane (1986), conférencier, essayiste français ;
- Félix Le Bourhis (1988), rugbyman français.

### Pithiviers à l'écran
- 2003 : Nos vies rêvées, téléfilm de Fabrice Cazeneuve.